# Гериатрия

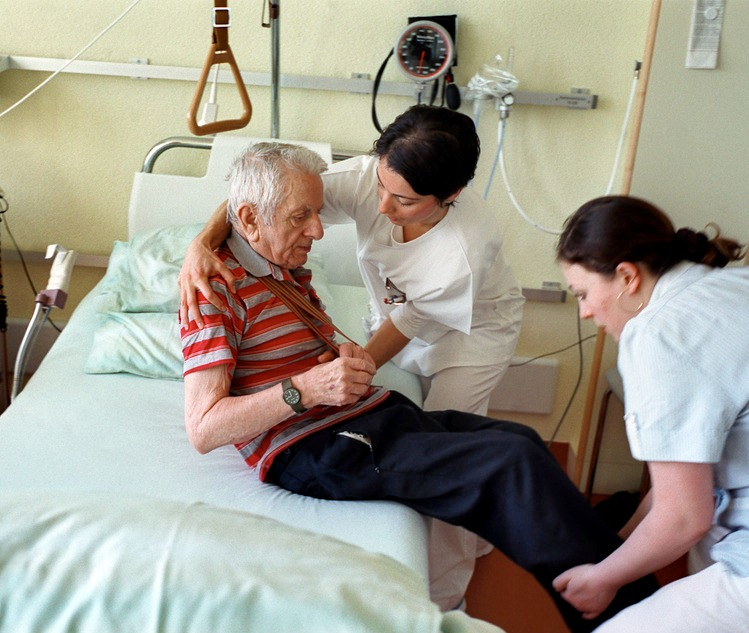
Уход за пожилым мужчиной.

Гериатрия (др.-греч. γέρων «старик» + ἰατρεία «лечение»← ἰατρός «врач») — частный раздел геронтологии, занимающийся изучением, профилактикой и лечением болезней старческого возраста. Некоторые заболевания часто наблюдаются именно у пожилых людей. Например, болезнь Альцгеймера, как правило, обнаруживается у людей старше 65 лет.
В настоящий момент в России действуют специализированные гериатрические и геронтологические центры, которые оказывают разностороннюю медицинскую помощь пациентам старших возрастных групп.
Не следует путать гериатрический центр и дом престарелых. В то время как дом престарелых является заведением социальным и может не предоставлять медицинских услуг, гериатрический центр — заведение медицинское. Для получения статуса гериатрического центра заведение должно иметь лицензии на предоставление медицинских услуг, в том числе в области гериатрии.
Первое в СССР городское научное общество геронтологов и гериатров было создано в Ленинграде в 1957 году, а первая кафедра гериатрии — в Ленинградском государственном институте для усовершенствования врачей (ЛенГИДУВ) в 1986 году.

## История
Одной из задач ООН и ВОЗ со времени их создания является содействие разработке мероприятий по охране здоровья и социальной защите пожилых людей. В ООН был организован отдел по старению, в ВОЗ — отдел по старению и здоровью, также при ООН был создан неправительственный комитет по старению.
В 1945 году в США было создано Геронтологическое общество, вслед за чем аналогичные объединения были созданы в других странах Америки и в странах Западной Европы. В числе основных задач национальных геронтологических обществ были содействие организации объединений геронтологов и гериатров в отдельных регионах, сотрудничество и координация научных исследований в области геронтологии и гериатрии, сотрудничество в организации гериатрической службы и социальной помощи пожилым людям и другое.
В 1950 году в Льеже прошёл Первый международный конгресс по геронтологии. На нём была создана Международная ассоциация геронтологических обществ, в том же году переименованная в Международную ассоциацию геронтологии (МАГ).
В СССР в 1957 году по инициативе академика З. Г. Френкеля было создано городское научное медицинское общество геронтологов в Ленинграде. Позже научные общества геронтологов и гериатров были созданы и в других регионах страны, в 1958 году в Киеве создан НИИ геронтологии АМН СССР. Были созданы Научные советы АМН СССР и АН СССР по геронтологии и гериатрии.
В 1963 г. в Киеве прошла 1-я Всесоюзная конференция по геронтологии и гериатрии и учреждено Всесоюзное общество геронтологов и гериатров, которое просуществовало до распада СССР.
В 1994 году в Санкт-Петербурге состоялась Всероссийская конференция геронтологов и гериатров, на которой было принято решение о создании общероссийской профессиональной организации. В 1995 году Президиум Российской академии наук утвердил создание Геронтологического общества при РАН (ГО РАН). С 1996 года ГО РАН выпускает журнал «Вестник Геронтологического общества Российской Академии Наук».

## Специальности, связанные с гериатрией
Существует множество специальностей, связанных с гериатрией:
- Гериатрическая психиатрия[4];
- Гериатрическая кардиология (сосредоточена на сердечных заболеваниях пожилых людей);
- Гериатрическая нефрология (сосредоточена на заболеваниях почек у пожилых людей)[5];[нет в источнике]
- Гериатрическая стоматология (сосредоточена на стоматологических проблемах пожилых людей);
- Гериатрическая онкология (сосредоточена на онкологических заболеваниях пожилых людей);
- Гериатрическая ревматология (сосредоточена на ревматических заболеваниях пожилых людей);
- Гериатрическая неврология (сосредоточена на неврологических расстройствах пожилых людей);
- Гериатрическая дерматология (сосредоточена на кожных заболеваниях пожилых людей);
- Гериатрическая реабилитация (сосредоточена на физиотерапии для пожилых людей);
- Гериатрическая фармакотерапия (сосредоточена на лекарственных средствах для пожилых людей, изучает особенности воздействия различных лекарственных средств на стареющий и уже состарившийся организм, а также ведёт поиск биологически активных веществ для борьбы с преждевременным старением организма)

## Различия между взрослой и гериатрической медициной
В отличие от стандартной медицины для взрослых гериатрия ориентирована на особые потребности пожилого человека. Старение влечёт физиологические изменения в теле, также в старости проявляется упадок деятельности различных органов. Конкретные симптомы зависят от оставшихся резервов в органах.
Гериатрия различает болезни и последствия нормального старения и стремится лечить заболевания и добиваться здорового старения.

## Альтернативный подход
Альтернативным подходом является разработка терапии для омоложения организма, этим занимаются учёные-биогеронтологи. Но подобные терапии находятся на стадии научных исследований и экспериментах на животных. Реально работающих терапий, гарантированно дающих положительный результат на людях, в данный момент не существует.